# Robin Ticciati
Robin Ticciati est un chef d'orchestre britannique né le 16 avril 1983 à Londres.

## Biographie
Robin Ticciati naît le 16 avril 1983 à Londres,. Il est le petit-fils du compositeur et arrangeur Niso Ticciati (1924-1972).
Il étudie le violon, le piano et la percussion, intègre l'Orchestre national des jeunes de Grande-Bretagne (en) et commence la direction d'orchestre durant ses études à St Paul's School. Il est ensuite élève au Clare College de l'université de Cambridge.
Il reçoit les conseils de Colin Davis et Simon Rattle et donne ses premiers concerts en 2005 à la tête d'un orchestre de chambre qu'il a fondé, l'Ensemble Aurora. Grâce à une bourse, il travaille en Italie, où il remplace au pied levé Riccardo Muti à la Scala de Milan en 2005, devenant le plus jeune chef d'orchestre à s'y produire,.
De 2006 à 2009, Robin Ticciati est chef de l'Orchestre symphonique de Gävle (en) et directeur musical de Glyndebourne on Tour entre 2007 et 2009.
En 2009, il devient chef principal du Scottish Chamber Orchestra, poste qu'il occupe jusqu'en 2018,.
Entre 2010 et 2013, il est aussi principal chef invité de l'Orchestre symphonique de Bamberg,.
À partir de 2014, Robin Ticciati est directeur musical du Festival de Glyndebourne,.
En 2015, il est nommé chef principal et directeur artistique du Deutsches Symphonie-Orchester Berlin à compter de la saison 2017-2018. En 2020, il est prolongé dans ses fonctions jusqu'en 2027, mais devrait finalement quitter la tête de la phalange berlinoise à l'été 2025.
Au disque, il fait ses débuts en 2010 pour Tudor dans un récital Brahms avec Alice Coote, et enregistre principalement pour Linn Records depuis 2012 et une gravure remarquée de la Symphonie fantastique d'Hector Berlioz,,.
En 2019, Robin Ticciati est nommé Officier de l'Ordre de l'Empire britannique (OBE).